# سوسک سیگاری
سوسک سیگاری (نام علمی: Lasioderma) نام یک سرده از تیره سوسک‌های مرگ است.